# Canyon SRAM zondacrypto
Das Team Canyon//SRAM zondacrypto ist ein Radsportteam im Frauenradsport mit Sitz in Koblenz.

## Organisation und Geschichte
Bis 2007 war das Mobilfunkunternehmen T-Mobile Namenssponsor des Teams. Bis zum 5. Juli 2008 fuhr das Team unter dem Namen „Team High Road“. Nach Abschluss eines neuen Sponsorvertrags mit der US-amerikanischen Freizeitbekleidungsfirma Columbia Sportswear hieß das Team „Columbia Women“. Es folgten verschiedene Namensänderungen, die insbesondere dem Hinzutreten des neuen Hauptsponsors, dem taiwanischen Hersteller von Smartphones und PDAs HTC, folgten. Sportlich beendete das Team mit Judith Arndt und Ina-Yoko Teutenberg als Teamleaderinnen die Saisons 2007 und 2008 als jeweils bestes Team in der Weltrangliste.
Teambetreiber war bis zum Ablauf der Saison 2011 die US-amerikanische Firma Highroad Sports Inc., die im Männerradsport das UCI ProTeam HTC-Highroad managte. Im Jahr 2012 wurde das Team durch den bisherigen Radsponsor Specialized und den kanadischen Sportbekleidungshersteller lululemon gesponsert und ging unter dem Namen Team Specialized lululemon an den Start. Dabei kam es auch zu einem Wechsel des Teambetreibers: Kristy Scrymgeour, die zuvor schon für Highroad Sports Inc. in verschiedenen Funktionen tätig war, wurde Teamrepräsentantin nach den Regeln der UCI für Women’s Teams. Das Team wird durch die neue Schweizer Firma Velociosports betrieben, das einen Großteil der Fahrerinnen und des sonstigen Personals übernahm. Von 2012 bis 2015 gewann das Team viermal in Folge die Weltmeisterschaften im Mannschaftszeitfahren.
Nachdem der Titelsponsor Specialized zum Saisonende 2014 ausstieg, wurde das Team nach der Sportbekleidungsfirma der Teammanagerin Scrymgeour Velocio und dem Radsportkomponentenhersteller SRAM in Velocio-SRAM umbenannt. Neuer Radsponsor der 2015 unter deutscher Lizenz fahrenden Mannschaft wurde Cervélo. Zur Finanzierung trug auch eine Crowdfundingkampagne bei.
Nach Ablauf der Saison 2015 gab Velociosports den Betrieb des Teams auf. Teile von Velocio-SRAM wurden durch das neugegründete Canyon SRAM Racing um den Sportlichen Leiter Ronny Lauke durch dessen Betreibergesellschaft Lauke Pro Radsport GmbH übernommen. Neuer Hauptsponsor wurde der deutsche Radhersteller Canyon Bicycles. 2018 wurde das Team nochmals Weltmeister im Mannschaftszeitfahren.
Zur Saison 2020 erhielt das Team, zu dem als neuer Sportlicher Leiter Rolf Aldag stieß, eine Lizenz als UCI Women’s WorldTeam. Im selben Jahr wurde das Team Gründungsmitglied von UNIO, einer Vereinigung von Teambetreibern im Frauenradsport. Sportlich ist seit der Saison 2018 die polnische Radrennfahrerin Katarzyna Niewiadoma die Leistungsträgerin des Teams. Den größten Erfolg mit ihr erzielte das Team in der Saison 2024 mit dem Gewinn der Tour de France Femmes.
Seit der Saison 2022 gehört zum Projekt auch als Nachwuchsmannschaft ein UCI Women’s Continental Team mit dem Namen Canyon//SRAM Generation. Im ersten Jahr dieses Teams wurden aus 239 Bewerbungen acht Fahrerinnen verpflichtet, die aus sieben Ländern und vier Kontinenten stammten.
Zur Saison 2025 kam die in Polen gegründete Börse für Kryptowährungen zondacrypto als dritter Titelsponsor für das WorldTeam und das Development Team hinzu.

## Platzierungen in UCI-Ranglisten
UCI Weltcup 
| World Cup   | World Cup   | World Cup                 | World Cup |
| Jahr        | Teamwertung | Einzelwertung             |           |
| ----------- | ----------- | ------------------------- | --------- |
| 2003        | —           | Kristin Armstrong (26. )  |           |
| 2004        | —           | Amber Neben (39. )        |           |
| 2005        | —           | Ina-Yoko Teutenberg (8. ) |           |
| 2006        | 2.          | Ina-Yoko Teutenberg (2. ) |           |
| 2007        | 3.          | Ina-Yoko Teutenberg (3. ) |           |
| 2008        | 1.          | Judith Arndt (1. )        |           |
| 2009        | 5.          | —                         |           |
| 2010        | 2.          | Judith Arndt (5. )        |           |
| 2011        | 2.          | Judith Arndt (4. )        |           |
| 2012        | 3.          | Evelyn Stevens (3. )      |           |
| 2013        | 3.          | Ellen van Dijk (3. )      |           |
| 2014        | 3.          | Chantal Blaak (9. )       |           |
| 2015        | 5.          | Alena Amjaljussik (7. )   |           |
|             |             |                           |           |
| Quelle: UCI |             |                           |           |

UCI Women’s WorldTour
| UCI World Tour | UCI World Tour | UCI World Tour              | UCI World Tour |
| Jahr           | Teamwertung    | Einzelwertung               |                |
| -------------- | -------------- | --------------------------- | -------------- |
| 2016           | 4.             | Alena Amjaljussik (12. )    |                |
| 2017           | 5.             | Elena Cecchini (13. )       |                |
| 2018           | 4.             | Katarzyna Niewiadoma (8. )  |                |
| 2019           | 6.             | Katarzyna Niewiadoma (4. )  |                |
| 2020           | 6.             | Katarzyna Niewiadoma (13. ) |                |
| 2021           | 6.             | Katarzyna Niewiadoma (7. )  |                |
| 2022           | 6.             | Katarzyna Niewiadoma (11. ) |                |
| 2023           | 2.             | Katarzyna Niewiadoma (5. )  |                |
| 2024           | 3.             | Katarzyna Niewiadoma (6. )  |                |
|                |                |                             |                |
| Quelle: UCI    |                |                             |                |

UCI World Ranking
| UCI Ranking | UCI Ranking | UCI Ranking                 | UCI Ranking |
| Jahr        | Teamwertung | Einzelwertung               |             |
| ----------- | ----------- | --------------------------- | ----------- |
| 2002        | 11.         | Amber Neben (24. )          |             |
| 2003        | 8.          | Deirdre Demet-Barry (20. )  |             |
| 2004        | 8.          | Deirdre Demet-Barry (15. )  |             |
| 2005        | 9.          | Ina-Yoko Teutenberg (15. )  |             |
| 2006        | 5.          | Judith Arndt (5. )          |             |
| 2007        | 1.          | Judith Arndt (3. )          |             |
| 2008        | 1.          | Judith Arndt (2. )          |             |
| 2009        | 2.          | Ina-Yoko Teutenberg (5. )   |             |
| 2010        | 3.          | Judith Arndt (2. )          |             |
| 2011        | 2.          | Judith Arndt (3. )          |             |
| 2012        | 2.          | Evelyn Stevens (4. )        |             |
| 2013        | 2.          | Ellen van Dijk (3. )        |             |
| 2014        | 2.          | Lisa Brennauer (5. )        |             |
| 2015        | 4.          | Lisa Brennauer (7. )        |             |
| 2016        | 5.          | Lisa Brennauer (18. )       |             |
| 2017        | 7.          | Lisa Brennauer (16. )       |             |
| 2018        | 4.          | Katarzyna Niewiadoma (9. )  |             |
| 2019        | 4.          | Katarzyna Niewiadoma (7. )  |             |
| 2020        | 9.          | Katarzyna Niewiadoma (11. ) |             |
| 2021        | 6.          | Katarzyna Niewiadoma (7. )  |             |
| 2022        | 6.          | Katarzyna Niewiadoma (13. ) |             |
| 2023        | 3.          | Katarzyna Niewiadoma (6. )  |             |
| 2024        | 3.          | Katarzyna Niewiadoma (7. )  |             |
|             |             |                             |             |
| Quelle: UCI |             |                             |             |

## Mannschaft 2025
| Teamkader 2025           | Teamkader 2025     | Teamkader 2025         | Teamkader 2025                              |
| Name                     | Geburtsdatum       | Land                   | Vorheriges Team                             |
| ------------------------ | ------------------ | ---------------------- | ------------------------------------------- |
| Wilma Aintila            | 12. April 2004     | Finnland               | Lotto Dstny Ladies (2024)                   |
| Zoe Bäckstedt            | 24. September 2004 | Vereinigtes Königreich | EF Education-TIBCO-SVB (2023)               |
| Ricarda Bauernfeind      | 1. April 2000      | Deutschland            | Canyon//SRAM Generation (2022)              |
| Neve Bradbury            | 11. April 2002     | Australien             |                                             |
| Chiara Consonni          | 24. Juni 1999      | Italien                | UAE Team ADQ (2024)                         |
| Tiffany Cromwell         | 6. Juli 1988       | Australien             | Orica-AIS (2013)                            |
| Justyna Czapla           | 24. Januar 2004    | Deutschland            | Canyon//SRAM Generation (2023)              |
| Chloé Dygert             | 1. Januar 1997     | Vereinigte Staaten     | Sho-Air Twenty20 (2020)                     |
| Rosa Klöser              | 24. Juni 1996      | Deutschland            | MAAP x Rose Racing (2024)                   |
| Anastasiya Kolesava      | 2. Juni 2000       | Belarus                | Canyon//SRAM Generation (2024)              |
| Cecilie Uttrup Ludwig    | 23. August 1995    | Dänemark               | FDJ-Suez (2024)                             |
| Maria Martins            | 9. Juli 1999       | Portugal               | Fenix-Deceuninck (2023)                     |
| Antonia Niedermaier      | 20. Februar 2003   | Deutschland            | Canyon//SRAM Generation (2022)              |
| Katarzyna Niewiadoma     | 29. September 1994 | Polen                  | WM3 (2017)                                  |
| Soraya Paladin           | 4. Mai 1993        | Italien                | Liv Racing (2021)                           |
| Agnieszka Skalniak-Sójka | 22. April 1997     | Polen                  | Atom Deweloper-Posciellux.pl-Wrocław (2022) |
| Alice Towers             | 12. Oktober 2002   | Vereinigtes Königreich | Le Col-Wahoo (2022)                         |
| Maike van der Duin       | 12. September 2001 | Niederlande            | Le Col-Wahoo (2022)                         |
|                          |                    |                        |                                             |
| Quelle: ProCyclingStats  |                    |                        |                                             |